# Flugplatz Harle
Vliegveld Harle (Duits: Flugplatz Harle) (ICAO: EDXP) is een Duits vliegveld, ongeveer 700 meter van het Duitse dorp Harlesiel.
Vanaf het vliegveld worden vluchten uitgevoerd door Luftverkehr Friesland Harle naar de Duitse eilanden in de Noordzee. Het vliegveld beschikt over en een hangar.

## Banen
Het vliegveld beschikt over een geasfalteerde baan van 508 meter lang en 22 meter breed.

## Maatschappijen en Bestemmingen
LFH (Wangerooge, Baltrum, Langeoog, Norderney, Helgoland, Bremen, Bremerhaven)